# Daber (Tibati)
Pour les articles homonymes, voir Daber.
Daber est un village du Cameroun situé dans le département du Djérem et la Région de l'Adamaoua. Il fait partie de la commune de Tibati.

## Population
En 1967, il comptait 18 habitants dont 18, principalement Foulbe et Baboute. Lors du recensement de 2005, 1 710 personnes y ont été dénombrées.